# Maróthy József
Maróthy József, névváltozatok: Maróti, Maróty (Szeged, 1887. október 15. – Budapest, 1955. október 20.) magyar 5. helyezett olimpikon, kötöttfogású birkózásban, polgári foglalkozása: hentes- és mészáros mester.

## Családja
Maróti József tűzoltó és Szekeres Krisztina fiaként született. 1918. augusztus 18-án Budapesten, az Erzsébetvárosban házasságot kötött Mojtek Anna Máriával, Mojtek József és Tik Jozefa lányával.Egy lány gyermeke született 1919. szeptember 16-án, Maróthy Anna Ilona.

## Sportegyesülete
A Budapesti AK (BAK), majd a Törekvés SE sportolójaként versenyzett.

## Magyar birkózó bajnokság
- 1912 – középsúlyban aranyérmes
- 1918 – félnehézsúlyban aranyérmes

### Európa-bajnokság
- 1909 – Közép-Európa-bajnokság (80 kg) ezüstérmes
- 1911 – középsúlyban (93 kg) ezüstérmes
- 1913 – félnehézsúly (82,5 kg) bronzérmes

#### Olimpiai játékok

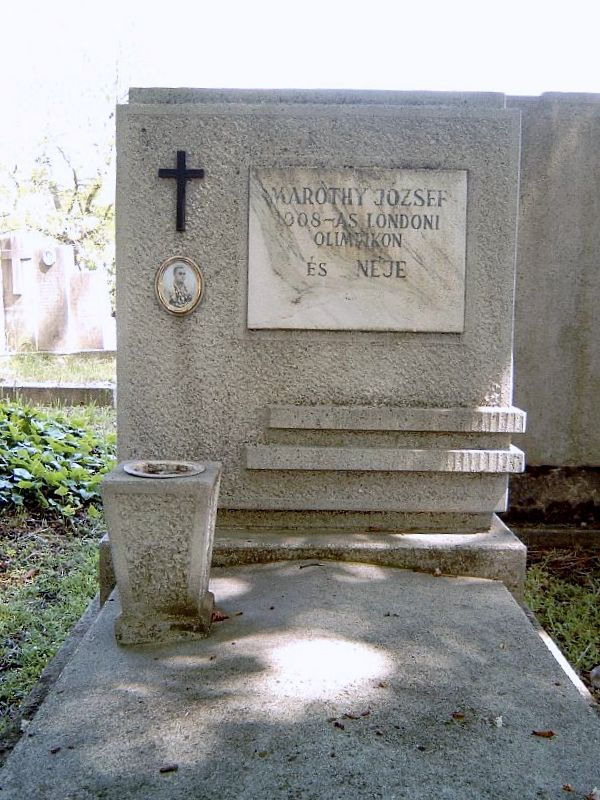
Maróthy József magyar olimpikon síremléke. Új köztemető 28/1-31

1908-ban a Budapesti és az országos bajnokságon kívül csak az olimpiai próbaverseny volt az esztendő versenykiírása. A Nemzeti Lovarda létesítményében tartott versenyt követően az olimpiai birkózó keret tagjai lettek: Téger József, Maróthy József, Orosz Miklós, Payr Hugó, Radvány Ödön és Weisz Richárd. Egyéni olimpiai eredménye:
- az 1908. évi nyári olimpiai játékok birkózó bajnokságában, a könnyűsúly kötöttfogás (66,6 kg) kategóriában 5. helyen végzett, miután a 2. fordulóban kiesett.

## Külső hivatkozások
- Maróthy József. wordpress.com. (Hozzáférés: 2015. szeptember 4.)
- Maróthy József. wordpress.com. (Hozzáférés: 2015. szeptember 4.)
- Maróthy József. tripod.com. (Hozzáférés: 2015. szeptember 4.)